# Tritrichomonas foetus
Espèce
Synonymes
- Trichomonas foetus

 Tritrichomonas foetus est une espèce d'eucaryote unicellulaire de la famille des Tritrichomonadidae.
C'est un parasite flagellé unicellulaire connu pour être un agent pathogène de l'appareil reproducteur bovin ainsi que du tractus intestinal des chats. Chez les bovins, l'organisme est transmis au vagin et à l'utérus de la femelle à partir du prépuce du taureau où le parasite réside. Il provoque l'infertilité et, parfois, des avortements spontanés au cours du premier trimestre. Dans les années 2010, des cas de Tritrichomonas foetus ont été identifiés dans les excréments de jeunes chats souffrant de diarrhée et vivant dans des foyers comptant plusieurs chats. Tritrichomonas foetus ressemble aux Giardia et est souvent mal diagnostiqué lorsqu'il est vu au microscope.

## Description
Le parasite a une taille de 5 à 25 µm et est en forme de fuseau avec quatre flagelles, qui sont des projections en forme de fouet, et une membrane plus ou moins ondulée. Trois des flagelles se trouvent à l'extrémité antérieure et sont peu près de la même longueur que le corps du parasite. Le quatrième est à l'extrémité postérieure. Leur mouvement est saccadé et vers l'avant, et ils font aussi des « tonneaux ». Vus au microscope, ils font penser à de petits têtards avec de courtes queues. Le parasite interagit avec les bactéries qui résident dans le tractus intestinal en adhérant à l'épithélium intestinal de l'hôte.